# Guio de Morais
Guio de Morais, nome artístico de Guiomarino Rubens Duarte, (Recife, 20 de agosto de 1920 - Rio de Janeiro, 18 de julho de 1999) é um maestro, compositor, arranjador, pianista brasileiro.
Foi parceiro de Luiz Gonzaga.
Uma de suas música é "Pau de Arara" feita junto a Luiz Gonzaga. Existem versões gravadas, como a de Heraldo do Monte em seu álbum solo "Herdaldo do Monte (1980)"